# Fabian Fallert
Fabian Fallert (Bad Urach, 12 de mayo de 1997) es un tenista profesional alemán.

## Carrera profesional
Su mejor ranking en dobles fue la posición N°105 el (12 de diciembre de 2022).

## Títulos ATP (0; 0+0)

### Dobles (0)
| Leyenda                         |
| Grand Slam (0)                  |
| ATP Wourld Tour Finals (0)      |
| ATP Masters 1000 World Tour (0) |
| ATP World Tour 500 series (0)   |
| ATP World Tour 250 series (0)   |

#### Finalista (1)
| N.º | Fecha                | Torneos | Superficie | Pareja     | Oponentes en la final             | Resultado        |
| --- | -------------------- | ------- | ---------- | ---------- | --------------------------------- | ---------------- |
| 1.  | 2 de octubre de 2022 | Sofía   | Dura (i)   | Oscar Otte | Rafael Matos David Vega Hernández | 6-3, 5-7, [8-10] |

## Títulos Challenger; 3 (0 + 3)
| Leyenda             | Individuales | Dobles |
| ------------------- | ------------ | ------ |
| ATP Challenger Tour | 0            | 3      |

### Dobles
| No. | Fecha      | Torneo                  | Superficie | Pareja             | Rival en la final                 | Resultado           |
| 1.  | 22.01.2022 | Challenger de Forli III | Dura (i)   | Victor Vlad Cornea | Jonáš Forejtek Jelle Sels         | 6-4, 6-7(6), [10-7] |
| 2.  | 19.02.2022 | Challenger de Forli IV  | Dura (i)   | Victor Vlad Cornea | Antonio Šančić Igor Zelenay       | 6–4, 3–6, [10–7]    |
| 3.  | 04.02.2023 | Challenger de Koblenz   | Dura (i)   | Hendrik Jebens     | Jonathan Eysseric Denys Molchanov | 7-6(2), 6-3         |